# Puccinellia kjellmani
Puccinellia kjellmani là một loài thực vật có hoa trong họ Hòa thảo. Loài này được (Lange) Tolm. miêu tả khoa học đầu tiên năm 1931.